# Guglielmo II di Bures
Guglielmo II di Bures (... – 1158) fu Principe di Galilea e Signore di Tiberiade dal 1148 sino alla morte.
Era un nobile Crociato del Regno di Gerusalemme, nel 1148 succedette a suo fratello Elinardo come Principe di Galilea. 
Guglielmo è una figura poco conosciuta.
Sappiamo che suo zio era Guglielmo I di Bures, Principe di Galilea, e poiché di quest'ultimo è conosciuto un solo fratello, Goffredo, ucciso nel 1119 durante una razzia in terra musulmana, si presume che questi sia il padre di Guglielmo e dei suoi fratelli e sorelle conosciuti:
- Elinardo, suo predecessore come principe di Galilea e Signore di Tiberiade;
- Raoul d'Yssy;
- Simon;
- Eschiva, principessa di Galilea e di Tiberiade dopo di lui, moglie prima di Gualtiero di Saint-Omer e poi di Raimondo III di Tripoli;
- Agnese, moglie di Gerardo de Grenier, Signore di Sidone.